# Bánvölgyi László
Bánvölgyi László (Hódmezővásárhely, 1962. március 1. –) magyar szobrászművész, restaurátor.

## Életpályája
Tanulmányait 1980-ban végezte a szegedi Tömörkény István Gimnázium és Művészeti Szakközépiskola szobrász szakán. Tanárai Fritz Mihály, Kalmár Márton, Szalay Ferenc, Magos Gyula, és T. Nagy Irén. 1988-ban szerez diplomát a Magyar Képzőművészeti Főiskolán, szobrász-restaurátor szakon. Mesterei: Kovács György és Kő Pál. Művésztanárként dolgozik a Tömörkény István Gimnázium és Szakközépiskola szobrász szakán. Tagja a Magyar Alkotóművészek Országos Egyesületének, a Magyar Restaurátor Kamarának.
Sokoldalú, több műfajt képviselő szobrász.  Természetelvű kisplasztikái, érméi érzékeny, lírai hangvételről tanúskodnak. Éremsorozata tisztelgés a tudásnak és a helyét kereső fiatalságnak. Munkásságában jó érzékkel jelenik meg a klasszikus formavilág és a szabadon engedett fantázia, a szimbólumok világa. Restaurátorként, köztéri szobrászként működik. Az előbbihez fűződik Szegeden a 3. Honvéd huszárezred emlékműve, a Szentháromság szobor, a Vadkerti téri Feszület helyreállítása, az utóbbira példa a bordányi Szent István szobor, Zákányszéken és Bordányban a második világháborús emlékművek.

## Kiállításai

### Csoportos kiállítások (válogatás)
- 1985. Lengyelország, Torun
- 1988. Szeged, Bartók Béla Művelődési Központ
- 1989. Szeged
- 1990. Románia Temesvári Múzeum
- 1991. Szeged, JATE.
- 1992. Szeged, Képtár
- 1996. Szeged, Képtár
- 1999. Hódmezővásárhely Múzeum
- 2001. Szeged, Képtár
- 2002. Hódmezővásárhely, Múzeum
- 2005. Franciaország, Párizs
- 2005. Gödöllő Kastély Galéria

### Önálló kiállításai (válogatás)
- 1982. Szeged
- 1988. Szeged, Ifjúsági Ház Galéria
- 1989. Szeged, Sajtóház
- 1990. Bordány, Művelődési Ház
- 1993. Bordány, Művelődési Ház
- 2000. Szeged, Képtár
- 2001. Ajka, Galéria
- 2001. Szeged, Átrium Ház
- 2002. Badacsony, Galéria
- 2003. Bordány, Művelődési Ház
- 2004. Gödöllő, Kastély Galéria
- 2005. Szentes, Galéria
- 2006. Szeged, Szentmihály

## Köztéri alkotásai

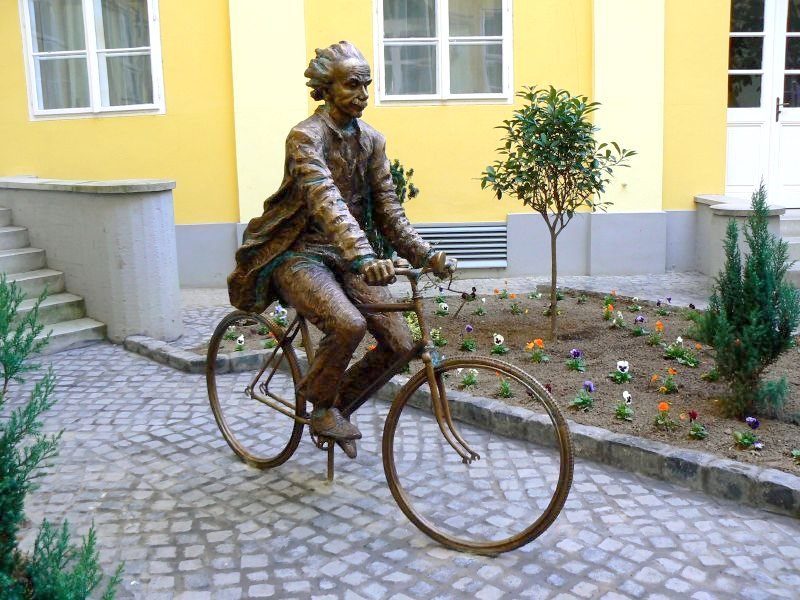
Albert Einstein California 1913. patinázott poliészter szobor, Szeged, MTA. Székháza

### Restaurálásai, rekonstrukciók (válogatás)

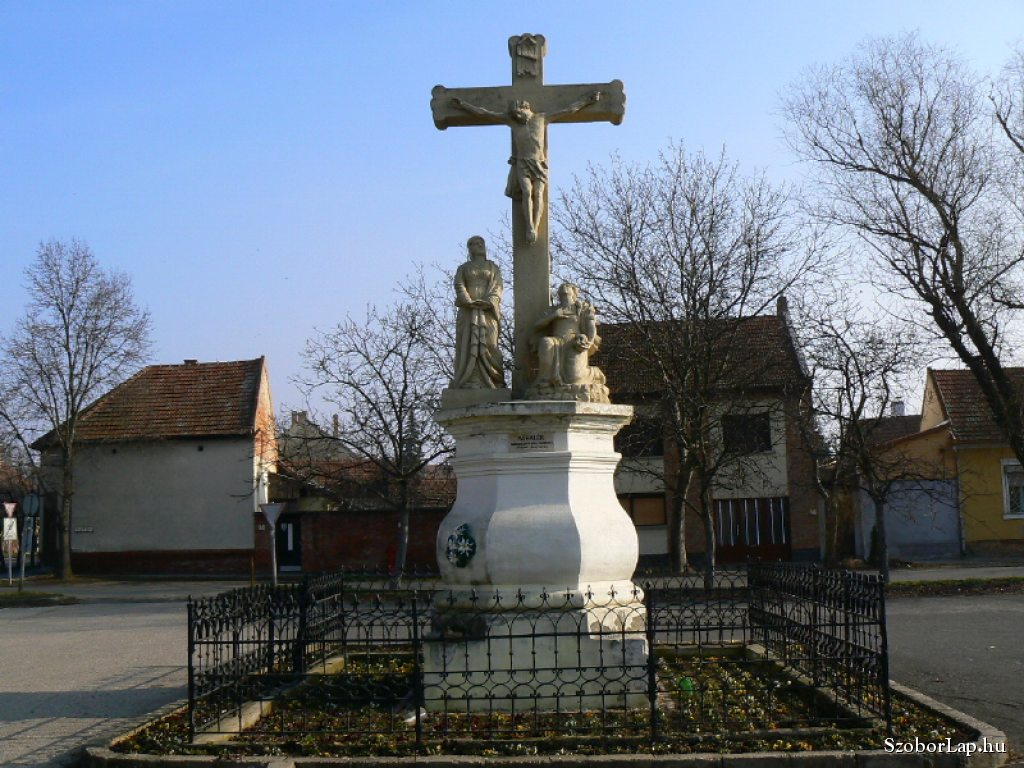
Feszület, Szeged, Vadkerti tér, rekonstrukció

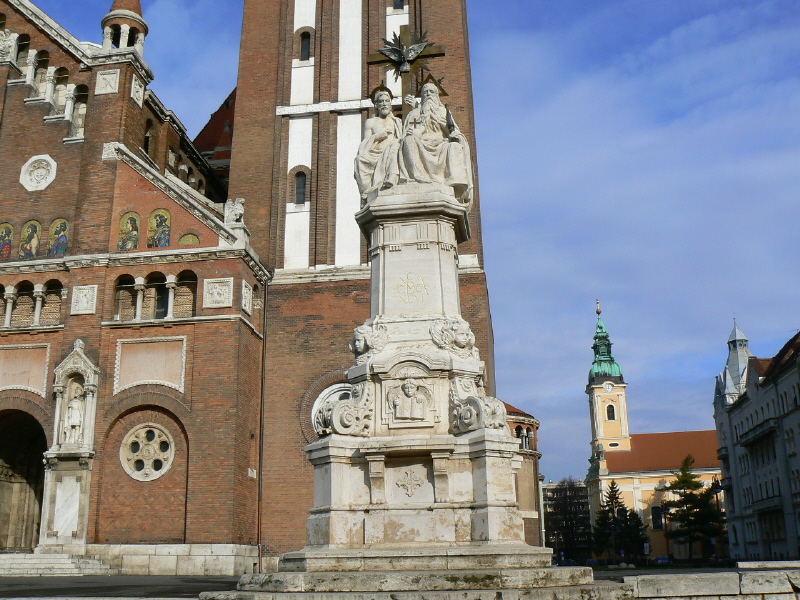
Szentháromság szobor, Szeged, Dóm tér, rekonstrukció

- 1988. Szentháromság szoborcsoport Donátor szobra, mészkő, Sopron, Szentháromság tér
- 1989. Tömörkény István mészkő szobor, Szeged, Móra park
- 1989. Nepomuki Szent János öntöttvas szobor, Hódmezővásárhely, Szent István tér
- 1989. Deák Ferenc szobor mészkő talapzat Szeged, Széchenyi tér
- 1989. Dugonics szobor mészkő talapzata, Szeged, Dugonics tér
- 1990. I. világháborús emlékmű műkő Hódmezővásárhely,
- 1992. Klebelsberg Kunó márvány dombormű Szeged, Temesvári krt.
- 1995. 3. Honvéd Huszárezred Emlékmű rekonstrukció bronz, márvány, Szeged
- 1998. Régi zsinagóga homlokzati kődíszei, Szeged
- 1999. Mária és Jézus 5/4-es szobra, Szeged Rókusi Templomkert
- 2000. Juhász Gyula szobor Szeged, Roosevelt tér
- 2000. I. Ferenc József szobor Szeged, Nemzeti Emlékcsarnok
- 2000. Mária Terézia szobor Szeged, Nemzet Emlékcsarnok
- 2001. Kossuth Lajos szobra Szeged, Klauzál tér
- 2001. Vásárhelyi Pál szobra Szeged, Széchenyi tér
- 2004. Forrás és fürdőzés allegóriája Szeged, Anna Fürdő homlokzat

## Önálló alkotásai

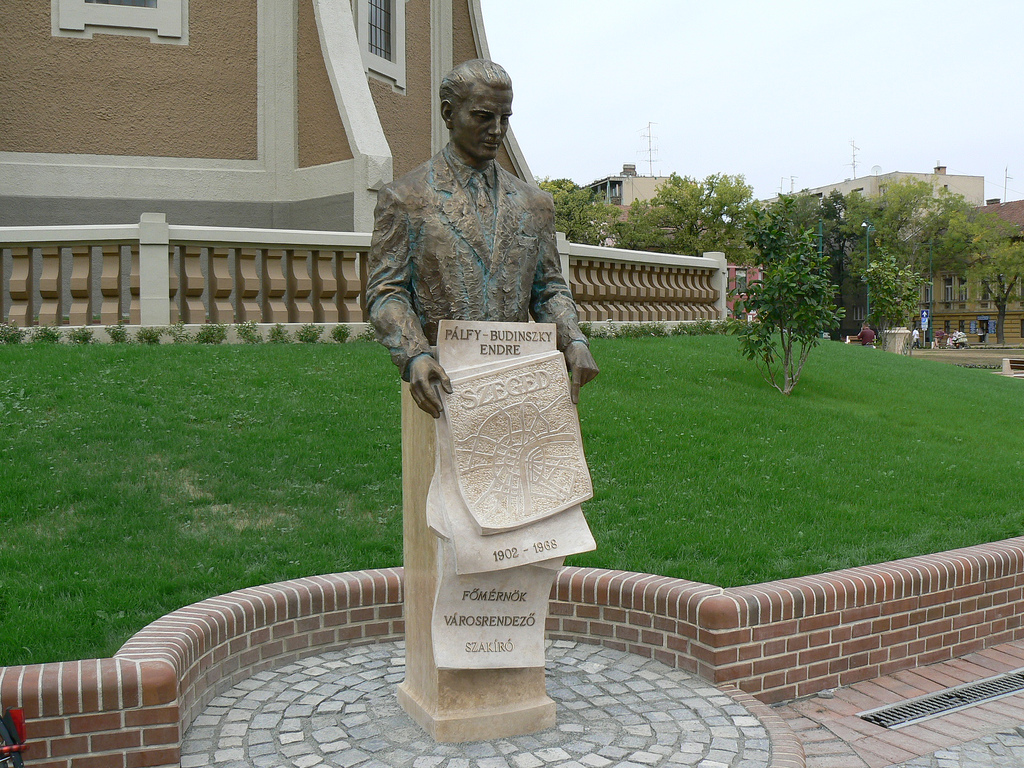
Pálfy-Budinszky Endre szobra Szeged, Szent István tér

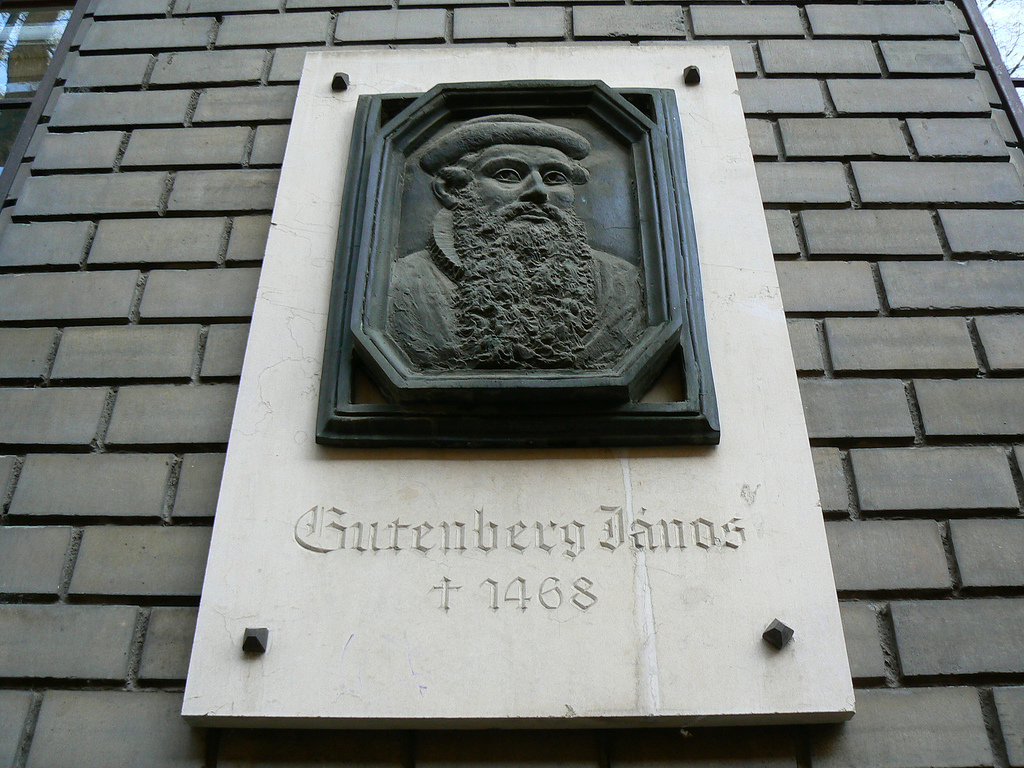
Gutenberg János emléktábla Szeged, Gutenberg Általános Iskola

- 1986. Szent Péter szobor, gipsz, Budapest, Szent Teréz templom
- 1990. Gutenbeg portré bronz dombormű, Szeged, Gutenberg Általános Iskola
- 1991 Szent István szobor, Bordány
- 1994. Albert Einstein California 1913. patinázott poliészter szobor, Szeged, MTA. Székháza
- 2003. Dankó Pista emléktábla, bronz, mészkő, Szeged,
- 2003. I.-II. világháborús emlékmű, bronz, mészkő, Nagyér főtere
- 2004. Ádám Jenő portré, bronz dombormű, Bordány
- 2005. Justítia bronz szobor, Szeged, Ítélőtábla
- 2006. Pálfy Budinsznky Endre 5/4-es bronz mellszobor, Szeged, Szent I. tér
- 2008. Albert Einstein California 1913. bronz szobor, Szeged, MTA. Székháza
- 2010. Szent György-kút, bronz mészkő talapzattal, Bordány[3]

### Síremlékek (válogatás)
- 1993. Síremlék, mészkő, Szeged
- 1997. Síremlék, egész alakos bronz szobor, Akasztó

### Érmek (válogatás)
- Csillagjegyek, sorozat
- Megyék címerei, sorozat
- Forráskút  címere
- VII. Nemzetközi Veterán Járműtalálkozó Szeged, 1998.
- Lombard Lizing Rt. Emlékérem
- Szent Borbála a bányászok védőszentje

## Díjai, elismerései (válogatás)
- 1986. NÍVÓ díj, VI. Téli Tárlat Szeged
- 1987. NÍVÓ díj, VII. Téli Tárlat Szeged
- 1988. Csongrád Megyei Tanács „Művészeti Ösztöndíja”
- 2000. „Szeged Város Alkotói Díja”
- 2003. „Bordány Község Kultúrájáért” díj

### Pályázatokon
- 1993. II. világháborús emlékmű szoborpályázat NÍVÓ díj
- 2006. Pálfy-Budinszky Endre szoborpályázat  I. díj
- 2006. Zielinszki Szilárd szoborpályázat III. díj
- 2007. Dömötör díj szoborpályázat I. díj